# Mo Layton
Dennis "Mo" Layton (Newark, Nueva Jersey, 24 de diciembre de 1948) es un exjugador de baloncesto estadounidense que disputó cinco temporadas en la NBA, además de 3 partidos en la ABA. Con 1,83 metros de estatura, jugaba en la posición de base.

## Trayectoria deportiva

### Universidad
Tras pasar dos años en el Junior College de Phoenix, jugó durante dos temporadas con los Trojans de la Universidad del Sur de California, en las que promedió 17,1 puntos y 2,4 rebotes por partido. En 1971 fue incluido en el segundo mejor quinteto de la Pacific-10 Conference.

### Profesional
Fue elegido en la cuadragésimo octava posición del Draft de la NBA de 1971 por Phoenix Suns, y también por los Utah Stars en el puesto 43 del Draft de la ABA, fichando por los primeros.
En su primera temporada en los Suns, jugando como suplente de Clem Haskins, promedió 9,1 puntos y 3,1 asistencias por partido. Tras una temporada más, fue despedido, fichando entonces como agente libre por los Portland Trail Blazers, donde jugó 22 partidos, en los que promedió 5,6 puntos y 2,3 asistencias, antes de ser despedido nuevamente.
Fichó entonces por los Memphis Tams de la ABA, con los que únicamente llegó a disputar 3 partidos. Tras varios meses parado, en 1976 ficha por los New York Knicks, donde en su única temporada en el equipo como suplente de Earl Monroe promedia 5,8 puntos y 2,8 asistencias por partido. Jugaría al año siguiente en los San Antonio Spurs antes de retirarse definitivamente.

## Estadísticas de su carrera en la NBA

### Temporada regular
| Temporada | Edad | Equipo                 | Liga  | P   | TIT | MIN  | TC  | TCA | %TC  | 3P  | 3PA | %3P | TL  | TLA | %TL   | R.OF. | R.DEF. | REB | ASIS | ROB | TAP | PER | FP  | PTS |
| 1971-72   | 23   | Phoenix Suns           | NBA   | 80  |     | 23.1 | 3.8 | 9.0 | .424 |     |     |     | 1.5 | 2.1 | .739  |       |        | 2.1 | 3.1  |     |     |     | 2.7 | 9.1 |
| 1972-73   | 24   | Phoenix Suns           | NBA   | 65  |     | 15.2 | 2.9 | 6.7 | .431 |     |     |     | 1.4 | 1.8 | .756  |       |        | 1.2 | 2.1  |     |     |     | 2.0 | 7.1 |
| 1973-74   | 25   | TOTAL                  | TOTAL | 25  |     | 15.7 | 2.5 | 5.2 | .488 | 0.0 | 0.0 |     | 0.7 | 1.2 | .586  | 0.3   | 1.2    | 1.5 | 2.3  | 0.4 | 0.1 | 0.3 | 2.0 | 5.7 |
| 1973-74   | 25   | Portland Trail Blazers | NBA   | 22  |     | 14.9 | 2.5 | 5.1 | .491 |     |     |     | 0.6 | 1.2 | .538  | 0.3   | 1.2    | 1.5 | 2.3  | 0.4 | 0.0 |     | 2.0 | 5.6 |
| 1973-74   | 25   | Memphis Tams           | ABA   | 3   |     | 21.7 | 2.7 | 5.7 | .471 | 0.0 | 0.0 |     | 1.0 | 1.0 | 1.000 | 0.3   | 1.0    | 1.3 | 2.3  | 0.0 | 0.3 | 2.3 | 1.3 | 6.3 |
| 1976-77   | 28   | New York Knicks        | NBA   | 56  |     | 13.7 | 2.4 | 4.9 | .484 |     |     |     | 1.0 | 1.3 | .795  | 0.2   | 0.6    | 0.8 | 2.8  | 0.4 | 0.1 |     | 1.6 | 5.8 |
| 1977-78   | 29   | San Antonio Spurs      | NBA   | 41  |     | 12.1 | 2.1 | 4.1 | .506 |     |     |     | 0.3 | 0.3 | .923  | 0.1   | 0.7    | 0.8 | 2.6  | 0.5 | 0.1 | 1.4 | 1.2 | 4.4 |
| Total     |      |                        | TOTAL | 267 |     | 16.8 | 2.9 | 6.5 | .448 | 0.0 | 0.0 |     | 1.1 | 1.5 | .749  | 0.2   | 0.8    | 1.3 | 2.6  | 0.4 | 0.1 | 1.5 | 2.0 | 6.9 |
|           |      |                        | NBA   | 264 |     | 16.8 | 2.9 | 6.5 | .448 |     |     |     | 1.1 | 1.5 | .747  | 0.2   | 0.8    | 1.3 | 2.6  | 0.4 | 0.1 | 1.4 | 2.0 | 6.9 |
|           |      |                        | ABA   | 3   |     | 21.7 | 2.7 | 5.7 | .471 | 0.0 | 0.0 |     | 1.0 | 1.0 | 1.000 | 0.3   | 1.0    | 1.3 | 2.3  | 0.0 | 0.3 | 2.3 | 1.3 | 6.3 |